# 劉體仁 (順治進士)
劉體仁（1617年—1676年），字公㦷，号蒲庵，直隸颍州（今安徽省阜陽市）人。清代诗人。

## 生平
万历四十五年（1617年）十月初四日出生，少时聰穎，五歲時於其父刘廷传膝上授《大學》、《中庸》，“一览成诵”。十一歲時，其父於颍州对抗李自成军，城破被殺。體仁青年時“往來兵間，為諸大帥策畫”。顺治十二年（1655年）中进士，與王士禎、汪琬同榜，授刑部主事，康熙六年补刑部员外郎，继迁吏部稽勋清史司郎中，人称“刘考功”。体仁“慷慨任侠，义气自许”，“致身华要，交游满天下”，罷歸後從孫奇逢問學。與顾炎武、黄梨洲等有往來。康熙十五年（1676年）游歷至鍾離時，以急症驟逝，享年六十歲。著有《七頌堂詩集》10卷、《七頌堂文集》2卷、《識小錄》1卷。